# Dobsonia inermis
Dobsonia inermis је врста слепог миша из породице великих љиљака (Pteropodidae).

## Распрострањење
Врста је присутна у Соломоновим острвима и Папуи Новој Гвинеји.

## Станиште
Станиште врсте су шуме. Врста је по висини распрострањена од нивоа мора до 1.000 метара надморске висине. Врста је присутна на подручју острва Нова Гвинеја.

## Угроженост
Ова врста је наведена као последња брига, јер има широко распрострањење и честа је врста.